# Élet és Tudomány (könyvsorozat)
Az Élet és Tudomány a két világháború között megjelent magyar nyelvű ismeretterjesztő könyvsorozat, amely Az Athenaeum Irodalmi és Nyomdai Rt. gondozásban jelent meg Budapesten az 1920-as években. 

## Jellemzői, korabeli visszhangja
Mindegyik 17–18 cm-es, papírkötésű, puha fedelű kötet címlapján a Gara Arnold által tervezett grafika egy koszorúban elhelyezett, körbekúszó indákkal díszített, égő fáklyát ábrázol.
Az egyes művek nem mind voltak első kiadások, hanem – ahogy a Cherbuliez-kötet megjelenésekor írták –, „Az Athenaeum nagy szolgálatot tett a magyar irodalomnak, amikor a Magyar Tudományos Akadémia rég elfogyott örökbecsű kiadványainak újból való megjelentetését programjába iktatta. Most Cherbulieznek már klasszikus esztétikai remekművét, a »Művészet és természet« című kötetét hozza második kiadásban az Élet és Tudomány című értékes sorozat legújabb kötetéül. A mű ára (felárral és forgalmi adóval) 56.000 korona.” (Még a pengő megjelenése előtt az 1920-as évek korona-válságában).
Tettek közzé a sorozatban újdonságként első kiadásokat is: „Az Athenaeum kitűnő »Élet és Tudomány« sorozata nagyon érdekes újdonsággal gyarapodott: Bonkáló Sándor egyetemi tanár orosz irodalomtörténetének két kötetével. Ez az első magyar nyelvű munka, amely a legrégibb koroktól napjainkig rajzolja az orosz irodalom fejlődésmenetét. De nemcsak az orosz irodalom története ez a könyv, hanem a főkorszakok beható jellemzése és az egyes írók alapos ismertetése kapcsán bevezeti az olvasót az orosz lélek titkaiba és az orosz nemzeti élet problémáiba is.” – olvasható a Színházi Élet Új könyvek rovatában.
A sorozatban a kiadó a közérdeklődésre is számot tartó témakörökben, igen magas színvonalon, az egyes tudományágak elismert szaktekintélyei által megírt, érdekfeszítően kifejtett[forrás?] népszerűsítő, tudományos ismeretterjesztő tartalmakat adott ki. „Ha életünket nem kötné le teljesen a napikenyér gondja és ha a publicisztikánkat nem mérgezné meg a napi politika, akkor az ilyen könyvről vezércikkeket kellene írni: olyan tökéletes értékszaporulatot jelentenek azok a magyarság szellemi életében.” – írta a Literatura Róheim Géza művéről, mely kötetét Szász Zoltán is méltatott a Nyugat hasábjain.

## Kötetei
- 1. Schmidt József: A nyelv és a nyelvek. Bevezetés a nyelvtudományba. [1923]
- 2. Sebestyén Károly: A római irodalom kistükre. [1923]
- 3. Schmidt József: A szanszkrit irodalom története. [1923]
- 4. Victor Cherbuliez: Művészet és természet. Ford. Geőcze Sarolta. 1924
- 5–6. A. V. Humboldt: Kosmos I–II. Wilhelm Bölsche előszavával ; ford. Fülöp Zsigmond. [1925]
- 7. Kallós Ede: Görög élet és műveltség. [1925]
- 8. Schmidt József: Ázsia világossága. Buddha élete, tana, egyháza. [1925]
- 9. Koppányi Tivadar: A biológia modern problémái. 1925
- 10. Vadász Elemér: A szén és petróleum multja és jövője. [1926]
- 11. Rapaics Raymund: A növények társadalma. [1926]
- 12. Hevesy Iván: A filmjáték esztétikája és dramaturgiája. [1925]
- 13–14. Bonkáló Sándor: Az orosz irodalom története I–II. [1926]
- 15. Verzár Frigyes: Életről, betegségről és halálról. [1927]
- 16. Arrigo Solmi: Itália föltámadása. Ford. Radó Antal. [1927]
- 17. Nagy József: A modern gondolkodás. [1928]
- 18. Róheim Géza: Magyar néphit és népszokások. [1928]
- 19. Benedek Marcell: A francia irodalom. [1928]

Az 1990-es évek óta a sorozat több kötete különböző kiadóknál reprint kiadásban napvilágot látott, így:
- 1. Schmidt József: A nyelv és a nyelvek. Bevezetés a nyelvtudományba (reprint kiadás: Tinta Könyvkiadó, Budapest, 2014, ISBN 9786155219764)
- 8. Schmidt József: Ázsia világossága. Buddha élete, tana, egyháza (reprint kiadás: Nippon Grafikai Stúdió, Budapest, 1995, ISBN 963-85356-2-8, illetve Aszklépiosz 2000, 1998, Budapest, ISBN 963-0364-41-7)
- 12. Hevesy Iván: A filmjáték esztétikája és dramaturgiája (reprint kiadás: Magyar Filmintézet-Múzsák Közművelődési Kiadó, Budapest, 1985, ISBN 963-564-173-7)